# Khởi nghĩa Chu Đạt
Cuộc khởi nghĩa Chu Đạt diễn ra từ năm 156 đến năm 160. Năm 156, Chu Đạt, người huyện Cư Phong, Cửu Chân (nay là xã Phú Hào-Thọ Phú, huyện Triệu Sơn, Thanh Hóa), nổi dậy chống chính quyền đô hộ nhà Đông Hán. Chu Đạt chiêu mộ dân binh vây đánh huyện sở Cư Phong (vùng đất các huyện Nông Cống, Quảng Xương, Tĩnh Gia, Như Xuân, Như Thanh thuộc tỉnh Thanh Hóa) giết chết huyện lệnh, giải phóng toàn bộ quận Cửu Chân rồi tấn công quận trị Tư Phố giết chết thái thú Nghê Thức nhà Đông Hán. Cuộc khởi nghĩa tập hợp lực lượng có tới 5.000 người, quản trị Cửu Chân được 4 năm từ năm 156 đến năm 160. Năm 158, vua Đông Hán cử đô úy Ngụy Lãng đem quân đàn áp, buộc Chu Đạt phải lui vào Nhật Nam (Quảng Bình, Quảng Trị, Thừa Thiên). Tại đây thanh thế nghĩa quân mạnh lên, lực lượng lên tới hàng vạn người, hoạt động đến mùa thu 160 thì bị thứ sử Hạ Phương dập tắt. Chu Đạt mất tại đây.